# Chandozhinskia bivittata
Chandozhinskia bivittata är en insektsart som först beskrevs av Bei-bienko 1957.  Chandozhinskia bivittata ingår i släktet Chandozhinskia och familjen vårtbitare. Inga underarter finns listade i Catalogue of Life.